# شيقم
الشيقم أو القمحيلم أو القمشيلم أو التريتيكالي أو قمح شيلمي (بالإنجليزية: Triticale)‏ هو جنسٌ مصطنعٌ أنتجه الإنسان من تصالب القمح والشيلم في محاولة للحصول على محصول حبيٍ جديدٍ يمتاز بخصائص مركبةٍ جديدةٍ قد تتفوق على محاصيل الحبوب الحالية.
الشيقم أكثر مرونةً من محاصيل الحبوب الأخرى بيئياً، فهو يظهر تحملاً أكبر لأمراضٍ وحشراتٍ عديدةٍ مقارنةً بأبويه (القمح والشيلم) أو أقاربه المنسوبة، وهو يستطيع توفير بعض احتياجات غذاء الإنسان، وتحقيق غلال أعلى بكثير وكتلة حيوية كبيرة مقارنةً بالحبوب الأخرى، ولهذا لا يزال المستقبل واعداً. وتعطي الزيادة العامة في المساحة المزروعة بالشيقم وتطورها لاسيما في العقد الأخير من القرن الماضي، وخاصة في الدول المتطورة مؤشراً على مستقبل هذا المحصول. وتتركز الجهود حالياً على تعزيز استخدام حبوب هذا المحصول في غذاء الإنسان كمنافس لحبوب المحاصيل الأخرى. وتشير البحوث العلمية إلى إمكانية تطوير منتجات غذائية قيمة يسهم دقيق الشيقم فيها بصورة رئيسية.

## استنباط الشيقم

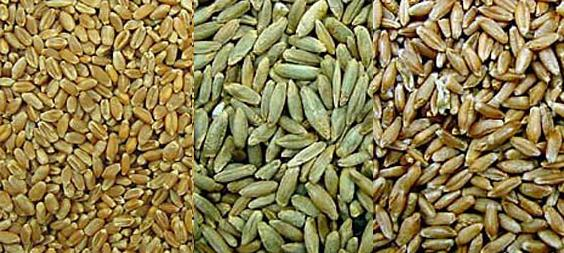
حبوب الشيقم (يمين) والشيلم (وسط) والقمح (يسار) - حبة الشيقم أكبر بكثير من حبة القمح

يعد الشيقم، واسمه العلمي باللاتينية (Triticosecale)، أول محصولٍ حبيٍ أوجده الإنسان، نتج عن تهجين بين القمح (.Triticum spp) والشيلم (.Secale cereale L). أشار ويلسون (Wilson, 1875) إلى أول تهجين بين القمح والشيلم نتج عنه نباتات عقيمة، بينما ظهر أول نبات شيقم خصب نتيجة تهجين القمح السداسي (Hexaploid Wheat) والشيلم الثنائي الصيغة الصبغية (Diploide Rye) حسب ريمبو (Rimpau, 1891).
كانت أبحاث التريتيكالي خلال الفترة ما بين 1930 و 1950 تتسم بدراسة الخواص الغريبة لهذا المحصول، فقد عد مربو النبات السابقون الشيقم محصولاً متفوقاً على أبويه القمح (غلة عالية وجودة الخبيز) والشيلم (شدة احتمال الشتاء، نسب ليسين وبروتين مرتفعة، تحمل للجفاف، مقاومة للأمراض، تحمل للمعادن الثقيلة، إلخ).
كان عدم تحقيق هذه الأهداف حتى وقتنا الحاضر قد أوقع المربين في حيرة من أمرهم، وكان التغلب على التحديات الهائلة مطلوباً كي يصير التريتيكالي محصولاً مقبولاً لدى المزارعين. كان نمو أنواع التريتيكالي الأولى قوياً، بينما كان نضجها متأخراً، وكانت عقيمةً بدرجةٍ كبيرةٍ، وحساسةً لطول النهار، كما كانت ذات حبوبٍ ضامرةٍ.
مع أنه قد تم التغلب على معظم هذه الصفات غير المرغوبة من خلال عمليات التربية، إلا أن حلم إنتاج منتج غذائي أساسه حبوب الشيقم لم يتحقق بعد، ومن النادر حالياً أن يوجد منتج مبني أساساً على التريتيكالي وحده، حيث أنه لا بد من أن يتم مزجه مع حبوب أخرى كالقمح للحصول على هذا المنتج الغذائي. لهذا يجب تحديد وتربية أصناف قمحٍ قويةٍ لها القدرة على الاندماج الجيد مع نسبٍ متزايدةٍ من دقيق الشيقم.
يتطلب إنتاج منتج غذائي للاستهلاك البشري أساسه من التريتيكالي تحسينًا كبيراً في نوعية صناعة خبزه لكي يصبح قريباً من قمح الخبز(.Triticum aestivum L). ولتحقيق ذلك من وجهة نظر العديد من البحاثة يجب إعادة إدخال مواقع المورثات إلى التريتيكالي السداسي D المشفرة لبروتينات التخزين الموجودة على جينوم القمح الصيغة الصبغية، وتقويم نوعية الغلوتين الناتجة من وجود المورثات المسؤولة عنها على واختيار أفضل الأليلات.، B و A الجينوم